# La Regrippière

La Regrippière este o comună în departamentul Loire-Atlantique, Franța. În 2009 avea o populație de 1,528 de locuitori.